# 細山田隆人
細山田 隆人（ほそやまだ たかひと、1985年5月1日 - ）は、日本の俳優。東京都出身。TMエンタテインメント所属。

## 略歴
日本大学藝術学部卒業。
1989年、『ウォータームーン』に4歳で子役デビュー。
2000年、『ボクの、おじさん THE CROSSING』で映画初主演。
2002年、『GO』での演技で第23回ヨコハマ映画祭最優秀新人賞を受賞。
『なごり雪』以降、大林宣彦作品の常連出演者だった。

## 人物
特技はフットサル・バスケットボール。

## 出演

### 映画
- ウォータームーン（1989年12月16日、工藤栄一監督） - 竜雲（幼少期） 役
- 四万十川（1991年12月7日、恩地日出夫監督）
- 修羅の帝王（1994年12月3日、高橋伴明監督）
- 学校の怪談2（1996年7月20日、平山秀幸監督） - 加賀直弥 役
- 狼たちの復讐 THE REVENGE OF THE WOLVES（1998年2月14日、伊藤秀裕監督） - 有 役
- 二宮金次郎物語 愛と情熱のかぎり（1998年7月4日、後藤秀司監督） - 少年時代の二宮金次郎 役
- ボクの、おじさん THE CROSSING（2000年5月13日、東陽一監督） - 主演・川口拓也 役（筒井道隆とダブル主演）
- 五条霊戦記 GOJOE（2000年10月7日、石井聰亙監督） - 芥子丸 役
- リリイ・シュシュのすべて（2001年10月6日、岩井俊二監督） - 佐々木健太郎 役
- GO（2001年10月20日、行定勲監督） - 正一 役
- なごり雪（2002年9月28日、大林宣彦監督） - 祐作・過去 役
- 月の砂漠（2003年9月6日、青山真治監督） - ツヨシ 役
- 花とアリス（2004年3月13日、岩井俊二監督）
- 風音（2004年7月31日、東陽一監督） - 加納真一 役
- ドルフィンスイム（2004年9月4日、秋原正俊監督） - 田辺雄貴 役
- 理由（2004年12月18日、大林宣彦監督） - 室井康隆 役
- 恋は五・七・五!（2005年3月26日、荻上直子監督） - 土山義仁 役
- 母のいる場所（2005年4月9日、槙坪夛鶴子監督） - 久野遼（青年時代） 役
- 春の居場所（2006年2月11日、秋原正俊監督） - 伊藤善行（高校時代） 役
- 悲しき天使（2006年10月28日、大森一樹監督） - 松下和夫 役
- 転校生 さよならあなた（2007年6月23日、大林宣彦監督） - 星川宏次 役
- 彩恋 SAI-REN（2007年8月4日、飯塚健監督） - 石橋 役
- 22才の別れ Lycoris 葉見ず花見ず物語（2007年8月18日、大林宣彦監督） - 相生 役
- 相棒 -劇場版- 絶体絶命! 42.195km 東京ビッグシティマラソン（2008年5月1日、和泉聖治監督） - 木佐原渡 役
- ナチュラル・ウーマン2010（2010年4月17日、野村誠一監督）
- そぼろごはん（2010年7月17日、遠山浩司監督） - 主演・哲生 役
- この空の花 長岡花火物語（2012年5月12日、大林宣彦監督） - 渥美正二郎先生 役
- 野のなななのか（2014年5月17日、大林宣彦監督） - 大野の青春時代 役
- しもつかれガール（2014年8月2日、遠山浩司監督）
- おかあさんの木（2015年6月6日、磯村一路監督） - 田村一郎 役[3]
- だれかの木琴（2016年9月10日、東陽一監督）
- 花筐/HANAGATAMI（2017年12月16日、大林宣彦監督） - 憲兵 役
- 海辺の映画館―キネマの玉手箱（2020年7月31日、大林宣彦監督） - 主演・鳥鳳介 役（厚木拓郎・細田善彦とトリプル主演）[2]
- さよならモノトーン（2023年10月6日、神村友征監督） - 瀬野明生 役

### テレビドラマ
- はぐれ刑事純情派 第10話（1991年6月5日、テレビ朝日） - 中井耕太 役
- 大河ドラマ（NHK）
  - 太平記 第26話・第28話（1991年6月30日・7月14日） - 義良親王 役
  - 琉球の風 第1話・第2話、第6話、第12話、最終話（1993年1月10日・17日、2月14日、3月28日、6月13日） - 啓泰 役
- 刑事貴族2 第19話（1991年9月20日、日本テレビ）
- 正月時代劇 巌流島 小次郎と武蔵（1992年1月1日、NHK総合） - 清作 役
- お助け同心が行く! 第2話（1993年4月16日、テレビ東京）
- ララバイ刑事'93 第13話（1993年8月22日、テレビ朝日）
- 新幹線物語'93夏 最終話（1993年9月21日、TBS） - 長田純一 役
- 白の条件（1994年、関西テレビ・フジテレビ系）
- 君といた夏 第1話（1994年7月4日、フジテレビ）
- 金曜エンタテインメント ざけんなヨ!!7「親の面倒誰が見る?」（1994年9月23日、フジテレビ）
- 世にも奇妙な物語 春の特別編「地図にない町」（1995年4月3日、フジテレビ）
- ハートにS 第12回「秘密基地」（1995年7月4日、フジテレビ） - 主演
- 風の刑事・東京発! 第13話（1996年1月24日、テレビ朝日）
- 新・半七捕物帳 第16話「冬の金魚」（1997年7月18日、NHK総合） - 平太 役
- それぞれの断崖（2000年4月19日 - 6月21日、テレビ東京） - 志方恭介 役
- 火曜サスペンス劇場 だます女だまされる女（2000年10月24日、日本テレビ） - 吉野一馬 役
- ドラマ特別企画 タスクフォース（2002年8月1日、BS-i） - サラリーマン 役
- 新春ワイド時代劇 忠臣蔵〜決断の時（2003年1月2日、テレビ東京） - 大石主税 役
- おみやさん（テレビ朝日）
  - 第2シリーズ 第3話（2003年5月1日） - 北川良介 役
  - 第6シリーズ 第4話（2008年11月27日） - 岡部正隆 役
- スカイハイ2 最終死（2004年3月19日、テレビ朝日）
- ドラマW 理由（2004年4月29日、WOWOW） - 宝井康隆 役
  - DRAMA COMPLEX 理由 日テレヴァージョン（2005年11月8日、日本テレビ）
- 金曜時代劇 御宿かわせみ〜第二章〜 第10話（2004年6月11日、NHK総合） - 進藤喜一郎 役
- 危険な関係 第3話 - 最終話（2005年4月6日 - 7月1日、東海テレビ・フジテレビ系） - 小柴広行 役
- ダンドリ。〜Dance☆Drill〜 第2話 - 第4話、第6話、最終話（2006年7月18日 - 8月1日、8月15日、9月19日、フジテレビ） - 植本良平 役
- 恋する日曜日 第3シリーズ 第1話・第2話（2007年1月6日・13日、BS-i） - 石川智也 役
- 水曜ミステリー9 夏樹静子サスペンス 四文字の殺意 ひめごと（2008年2月6日、テレビ東京） - 深井覚 役
- 中学生日記 燃えろ!ユーフォ楽団（2008年10月25日、NHK ETV）
- 水戸黄門 第40部 第6話「肝っ玉母さん 猛烈告白・松島」（2009年8月31日、TBS） - 宗太郎 役
- さよならが言えなくて 〜子供たちに迫るドラッグの誘惑、夜回り先生の苦悩〜（2009年9月18日、ABCテレビ・テレビ朝日系） - 近藤彰道 役
- 君たちに明日はない 最終話（2010年2月27日、NHK総合） - 順子の息子 役
- 宿命 1969-2010 -ワンス・アポン・ア・タイム・イン・東京- 第7話（2010年3月5日、ABCテレビ・テレビ朝日系） - 鷲津和裕（若い頃の和裕）役
- わが家の歴史 第二夜（2010年4月10日、フジテレビ） - 東大全学連の学生 役
- 警視庁継続捜査班 第4話（2010年8月12日、テレビ朝日） - 萩原達也 役
- 月曜ゴールデン 釣り刑事2（2011年5月9日、TBS） - 水嶋 役
- 土曜ワイド劇場 温泉 (秘) 大作戦（ABCテレビ・テレビ朝日系）
  - 温泉(秘)大作戦(10)（2011年8月20日） - 藍本龍平 役
  - 温泉(秘)大作戦(17)（2016年4月16日） - 古賀マキオ 役
- 鬼平外伝 老盗流転（2013年9月8日、BSスカパー! / 2014年1月4日、時代劇専門チャンネル） - 宗次郎 役
- 金曜プレステージ 更生人 土門恭介の再犯ファイル〜罪を犯した女たち〜（2014年2月21日、フジテレビ） - 松村 役
- 連続テレビ小説 とと姉ちゃん 第7話（2016年4月11日、NHK） - 渡辺正則 役
- 2夜連続特別企画 橋田壽賀子ドラマ 渡る世間は鬼ばかり 後篇（2016年9月19日、TBS） - ラーメン屋・鉄平 役
- 科捜研の女 SEASON 16 第9話（2017年1月12日、テレビ朝日） - 森隼人 役
- 相棒 season17 第19話（2019年3月13日、テレビ朝日） - 山口孝平 役
- マンゴーの樹の下で〜ルソン島、戦火の約束〜（2019年8月8日、NHK総合） - 調達兵 役
- 刑事7人 シーズン5 第7話（2019年8月28日、テレビ朝日） - 春日正人 役

### CM
- サンマーク出版
- ポーラ化粧品
- 大塚製薬 HotPo「ホッとな気持ち篇」（1999年）
- ソニー・コンピュータエンタテインメント PlayStation 2（2000年）
- クノール食品 カップスープ きのこのポタージュ「はげますもの 篇」（2000年）
- サントリー 緑水 - 宮崎あおい、三輪明日美らと共演
  - 「光の中へ篇」（2002年3月9日 - ）
  - 「だけど空はあおい篇」（2002年5月25日 - ）
- 明治製菓 ミルクチョコレート「前にでるんだ」篇（2006年1月28日 - ）
- カプコン PSP モンスターハンター ポータブル 桃太郎篇（2006年） - 桃太郎 役
- カネボウ 肌美精（2006年）
- 第一生命 「人生を考える 30代篇」（2009年）
- 麒麟麦酒 麒麟淡麗〈生〉（2011年）

### 舞台
- 乾いて候
- 下町ダニーローズ 第8回公演「どん底～化け物達の晩餐会」（2007年12月25日 - 31日、アイピット目白）
- 下町ダニーローズ特別公演「あした〜愛の名言集」（2008年6月10日 - 15日、紀伊國屋ホール）
- 劇団DOGADOGA＋「偽作 不思議の国でアリんス2012」（2012年8月23日 - 27日、東京キネマ倶楽部）[4]
- チームホッシーナ第二回劇場公演「けんじとケンジと億年兆年億兆年2015年」（2015年4月8日 - 12日、SPACE 雑遊）
- チームホッシーナカフェ公演「ダルマdeシアターPART4」（2015年6月15日 - 7月2日、APOCカフェ）

### ラジオドラマ
- 青春アドベンチャー「レヴォリューションNO.3」（2003年3月31日 - 4月4日 / 4月7日 - 11日、NHK-FM） - 主演・鹿羽南方 役
- ENEOS ON THE WAY COMEDY 道草 vol.108「トラック父ちゃん」（2003年12月1日 - 4日、TOKYO FM） - 飯島正行 役

### PV
- Lily Chou-Chou「飛べない翼」（2001年10月17日） - 佐々木健太郎 役

## 受賞歴
- 映画『GO』（2002年）
  - 第23回ヨコハマ映画祭 最優秀新人賞